# Sinna poweri
Sinna poweri är en fjärilsart som beskrevs av Alfred Ernest Wileman och South 1920. Sinna poweri ingår i släktet Sinna och familjen trågspinnare. Inga underarter finns listade i Catalogue of Life.